# Султанов, Ринат Ишбулдович
Рина́т (Рена́т) Ишбу́лдович Султа́нов (9 мая 1954, Сибай, Башкортостан — 26 мая 2021, Москва) — советский и российский философ и политик, специалист по истории ислама, истории философии, религиоведению и этике. Доктор философских наук, профессор. Один из авторов «Философского энциклопедического словаря». Депутат Государственной Думы Федерального Собрания РФ II созыва (1995—1999). Председатель Центрального совета общественного объединения «Яблоко-Башкортостан».

## Биография
Родился 9 мая 1954 года в Сибае Баймакского района Башкирской АССР в семье служащих. По национальности — башкир.
В 1971 году окончил с золотой медалью среднюю школу. В 1976 году окончил философский факультет МГУ имени М. В. Ломоносова по специальности «философ, преподаватель философии», где во время учёбы специализировался по кафедрам истории философии и этики.
В 1976—1978 годах был ассистентом и 1982—1989 годах — ассистентом, старшим преподавателем, доцентом Башкирского государственного педагогического института.
В 1978—1981 годах учился в аспирантуре философского факультета МГУ.
В 1984 году в МГУ под научным руководством доктора философских наук, профессора А. А. Гусейнова защитил диссертацию на соискание учёной степени кандидата философских наук по теме «Роль дискуссий о свободе воли в оформлении теологической этики мутазилитов (VIII—IX вв.)» (специальность 09.00.05 — марксистско-ленинская этика)
В 1990—1992 годах учился в докторантуре Института философии АН СССР. Был ведущим научным сотрудником Центра восточной философии Института философии РАН.
В 1992 году присвоено учёное звание профессора.
В 1992—1995 годах — профессор, заведующий кафедрой и декан факультета философии и юриспруденции Государственной академии имени Маймонида.
В 1993 году в Институте философии РАН защитил диссертацию на соискание учёной степени доктора философских наук по теме «Становление арабомусульманской этической мысли (VII—XII вв.)» (специальность 09.00.03 — история философии). официальные оппоненты — доктор философских наук, профессор А. А. Игнатенко, доктор философских наук, профессор Н. С. Кирабаев и доктор философских наук, профессор Г. М. Тавризян. Ведущая организация — МГУ имени М. В. Ломоносова (кафедра истории зарубежной философии).
В 1995—1996 годах являлся научным сотрудником Центра экономических и политических исследований Общественного объединения «ЯБЛоко-Башкортостан».
В октябре 1995 года в качестве кандидата в депутаты Государственной Думы Федерального собрания РФ вошёл в состав общефедерального списка избирательного объединения «Общественное объединение „ЯБЛоко“». С 17 декабря 1995 года являлся депутатом Государственной Думы Федерального собрания РФ II созыва. С 31 января 1996 года по 5 февраля 1997 года — член Комитета по делам Содружества Независимых Государств и связям с соотечественниками, с 6 февраля 1997 года — заместитель председателя Комитета по делам национальностей. С 16 января 1996 по 5 февраля 1999 года — член фракции общественного объединения «ЯБЛоко». С 6 февраля 1999 по 19 февраля 1999 годах не являлся членом никаких депутатских объединений. С 20 февраля 1999 года — член депутатской группы «Российские регионы».
Член комиссии Межпарламентской Ассамблеи государств-участников СНГ по вопросам культуры, науки, образования и информации.
Председатель Совета Уфимского исследовательского центра по правам человека.
Был женат, имеет сына.
Автор более 50 научных трудов.
Умер в мае 2021 года после тяжелой болезни. Похоронен 26 мая 2021 года в Москве.

## Научные труды

### Монографии
- Султанов Р. И. Становление арабомусульманской этической мысли. М., 1993. (рукопись депонирована в ИНИОН).
- Султанов Р. И. Рыцари, благородные разбойники в просто порядочные люди. М., 1993. (рукопись депонирована в ИНИОН).
- Султанов Р. И. Чаша любви и шаровары почёта. М., 1993. (рукопись депонирована в ИНИОН).

### Брошюры
- Как возник ислам?: (Методические рекомендации лекторам и пропагандистам) / Подгот. Р. И. Султановым. Уфа, 1989. — 35 с.
- Ислам в Поволжье и на Урале: Методические рекомендации в помощь лекторам и пропагандистам. Р. И. Султановым. Уфа, 1989. — 28 с.

### Статьи
- Султанов Р. И. Эволюция средневековых учений о свободе воли // Мораль, общество, личность. Вып.2. М., 1980.
- Султанов Р. И. Генезис учения о свободе воли в средневековом исламе // Мораль, общество, личность. Вып. З. М., 1982.
- Султанов Р. И. Касб и проблема свободы воли в мусульманской теологии // Вопросы истории этической мысли. М., 1983.
- Султанов Р. И. Об изучении начальной стадии ислама // Методологические проблемы изучения истории философия Зарубежного Востока. М., 1987.
- Султанов Р. И. Общие характеристики начального этапа арабомусульманской культуры // Социокультурные характеристики средневековой философии. М., 1990.
- Султанов Р. И. К истории становления теологического рационализма. Сравнительный анализ мыслительных схем калама и патристики // Рационалистическая традиция и современность. Ближний Средний Восток. М., 1990.
- Султанов Р. И. Малаф ал-ислам ва-л-муслимин фи-л-иттихад ас-суфйати фи дав ат-татаввурат ал-ахира // Ал-Хайат. 11.08.1990. № 10054.
- Султанов Р. И. Ат-тараджум ар-русийа ля ма ани ал-Куран ал-карми // Ал-Хайат. 29.05.1991. № 10341.

### Философский энциклопедический словарь
- Султанов Р. И. Ашари Абу-ль-Хасан // Философский энциклопедический словарь / Гл. редакция: Л. Ф. Ильичёв, П. Н. Федосеев, С. М. Ковалёв, В. Г. Панов. — М.: Советская энциклопедия, 1983. — С. 43. — 840 с. — 150 000 экз.
- Султанов Р. И. Вахдад аль-вуджуд // Философский энциклопедический словарь / Гл. редакция: Л. Ф. Ильичёв, П. Н. Федосеев, С. М. Ковалёв, В. Г. Панов. — М.: Советская энциклопедия, 1983. — С. 74—75. — 840 с. — 150 000 экз.
- Султанов Р. И. Исфаханская школа // Философский энциклопедический словарь / Гл. редакция: Л. Ф. Ильичёв, П. Н. Федосеев, С. М. Ковалёв, В. Г. Панов. — М.: Советская энциклопедия, 1983. — С. 233. — 840 с. — 150 000 экз.
- Султанов Р. И. Ихван ас-Сафа // Философский энциклопедический словарь / Гл. редакция: Л. Ф. Ильичёв, П. Н. Федосеев, С. М. Ковалёв, В. Г. Панов. — М.: Советская энциклопедия, 1983. — С. 234. — 840 с. — 150 000 экз.
- Султанов Р. И. Ишрак // Философский энциклопедический словарь / Гл. редакция: Л. Ф. Ильичёв, П. Н. Федосеев, С. М. Ковалёв, В. Г. Панов. — М.: Советская энциклопедия, 1983. — С. 235. — 840 с. — 150 000 экз.
- Султанов Р. И. Кадар // Философский энциклопедический словарь / Гл. редакция: Л. Ф. Ильичёв, П. Н. Федосеев, С. М. Ковалёв, В. Г. Панов. — М.: Советская энциклопедия, 1983. — С. 239. — 840 с. — 150 000 экз.
- Султанов Р. И. Калам // Философский энциклопедический словарь / Гл. редакция: Л. Ф. Ильичёв, П. Н. Федосеев, С. М. Ковалёв, В. Г. Панов. — М.: Советская энциклопедия, 1983. — С. 240. — 840 с. — 150 000 экз.
- Султанов Р. И. Касб // Философский энциклопедический словарь / Гл. редакция: Л. Ф. Ильичёв, П. Н. Федосеев, С. М. Ковалёв, В. Г. Панов. — М.: Советская энциклопедия, 1983. — С. 250. — 840 с. — 150 000 экз.
- Султанов Р. И. Коран // Философский энциклопедический словарь / Гл. редакция: Л. Ф. Ильичёв, П. Н. Федосеев, С. М. Ковалёв, В. Г. Панов. — М.: Советская энциклопедия, 1983. — С. 279—280. — 840 с. — 150 000 экз.
- Султанов Р. И. Мутазилиты // Философский энциклопедический словарь / Гл. редакция: Л. Ф. Ильичёв, П. Н. Федосеев, С. М. Ковалёв, В. Г. Панов. — М.: Советская энциклопедия, 1983. — С. 391. — 840 с. — 150 000 экз.
- Султанов Р. И. Сухраварди Яхья Ас // Философский энциклопедический словарь / Гл. редакция: Л. Ф. Ильичёв, П. Н. Федосеев, С. М. Ковалёв, В. Г. Панов. — М.: Советская энциклопедия, 1983. — С. 664—665. — 840 с. — 150 000 экз.